# Bad Hat Harry Productions
Bad Hat Harry Productions ist eine in den 1990er Jahren von Bryan Singer gegründete US-amerikanische Filmproduktionsgesellschaft. Die Firma dient in erster Linie der Produktion von Singers Kinofilmen, aber auch Fernsehsendungen und Videospielen.

## Name und Logo
Der Name der Gesellschaft ist an ein Zitat aus dem 1975er Film Der weiße Hai angelehnt. Dort bewertet der Polizeichef Brody (gespielt von Roy Scheider) die hässliche Badekappe eines gewissen Harrys: „That’s some bad hat, Harry!“ Die Szene spiegelt sich auch im Logo der Firma wider, zu sehen sind die erwähnten Figuren an einem Strand, im Hintergrund schwimmt ein Hai.

## Filmografie
Nach den kommerziell erfolgreichen Filmen X-Men, X-Men 2 und Superman Returns war für 2007 eine Neuverfilmung des 1976er Klassikers Flucht ins 23. Jahrhundert geplant, Singers Projekt Operation Walküre – Das Stauffenberg-Attentat wurde jedoch zunächst vorgezogen.
- 1995: Die üblichen Verdächtigen (The Usual Suspects)
- 1998: Der Musterschüler (Apt Pupil)
- 2000: X-Men
- 2003: X-Men 2 (X2)
- 2006: Superman Returns
- 2007: Trick ’r Treat
- 2008: Operation Walküre – Das Stauffenberg-Attentat (Valkyrie)
- 2011: X-Men: Erste Entscheidung (X-Men: First Class)
- 2013: Jack and the Giants
- 2014: X-Men: Zukunft ist Vergangenheit (X-Men: Days of Future Past)
- 2016: X-Men: Apocalypse

## Fernsehen
- 2004: Dr. House (House)
- 2005: Bermuda Dreieck – Tor zu einer anderen Zeit (The Triangle)
- 2006: Diverse Making-of-Sendungen zu Superman Returns
- 2017–2019: Legion

## Weblink
- Bad Hat Harry Productions bei IMDb